# توم بلاك (متسابق دراجات نارية)
توم بلاك (بالإنجليزية: Tom Black)‏ هو متسابق دراجات نارية نيوزيلندي، ولد في 1940.